# Glacier Glazounov
Le glacier Glazounov (russe : Lednik Glazounova) est un glacier s'épanchant vers le nord dans l'anse Stravinsky depuis la péninsule Monteverdi (en), sur l'île Alexandre-Ier, en Antarctique.
Le glacier est nommé par l'Académie des sciences de Russie en 1987 d'après le compositeur russe Alexandre Glazounov (1865-1936).